# Why me?
Why me? is een nummer van de Ierse zangeres Linda Martin uit 1992. Het werd geschreven en gecomponeerd door Johnny Logan.
Met dit lied won Ierland in 1992 het Eurovisiesongfestival.

## Achtergrond
Johnny Logan, die in 1980 en 1987 als zanger het Eurovisiesongfestival gewonnen had, schreef Why me? speciaal voor Linda Martin. Het was niet de eerste samenwerking tussen de twee, want in 1984 had Logan ook al een nummer voor haar geschreven, getiteld Terminal 3. Hiermee was Martin tweede geworden op het Eurovisiesongfestival van dat jaar.
In de tekst van Why me? zingt de zangeres over de gevoelens die ze heeft voor haar geliefde. Ze vraagt zich daarbij af waarom zij, en niet iemand anders, de gelukkige is om zijn liefde te krijgen. Why me? werd geproduceerd door Frank McNamara.

## Eurovisiesongfestival 1992
Why me? was een van de acht liedjes in de Ierse voorronde voor het Eurovisiesongfestival van 1992. Deze nationale finale vond op 29 maart van dat jaar plaats in Cork. Linda Martin won de competitie met gemak en mocht Ierland zodoende voor de tweede keer in haar carrière vertegenwoordigen op het Eurovisiesongfestival. De editie van 1992 werd op 9 mei gehouden in de Zweedse stad Malmö.
Op het songfestival was Martin als zeventiende van 23 deelnemers aan de beurt. Bij de puntentelling ontving Why me? van drie landen het maximumaantal van 12 punten, terwijl nog eens zeven landen de inzending 10 punten gaven. De totale puntenscore van 155 was uiteindelijk voldoende voor de overwinning. Het betekende na 1970, 1980 en 1987 de vierde Ierse songfestivalzege. Tevens was het de derde zege voor Johnny Logan, die zodoende de eerste (en tot op heden enige) persoon werd die het Eurovisiesongfestival drie keer wist te winnen.

## Hitlijsten
Internationaal gezien werd Why me? geen grote hit. Alleen in Ierland zelf kwam de single op nummer 1, en dat voor één week. In de hitlijsten van Vlaanderen en Nederland bleef het nummer steken in de middenmoot en was het al snel weer verdwenen. In het Verenigd Koninkrijk kwam Linda Martin met Why me? niet verder dan nummer 59.

### Nederlandse Top 40
| Positie: | 28 | 24 | 23 | 33 | uit |

### Nationale Hitparade
| Positie: | 64 | 39 | 30 | 29 | 35 | 48 | 70 | uit |

1956: Refrain · 
1957: Net als toen · 
1958: Dors, mon amour · 
1959: 'n Beetje · 
1960: Tom Pillibi · 
1961: Nous les amoureux · 
1962: Un premier amour · 
1963: Dansevise · 
1964: Non ho l'età · 
1965: Poupée de cire, poupée de son · 
1966: Merci, chérie · 
1967: Puppet on a string · 
1968: La la la · 
1969: Un jour, un enfant, De troubadour, Vivo cantando, Boom bang-a-bang · 
1970: All kinds of everything · 
1971: Un banc, un arbre, une rue · 
1972: Après toi · 
1973: Tu te reconnaîtras · 
1974: Waterloo · 
1975: Ding-a-dong · 
1976: Save your kisses for me · 
1977: L'oiseau et l'enfant · 
1978: A-ba-ni-bi · 
1979: Hallelujah · 
1980: What's another year · 
1981: Making your mind up · 
1982: Ein bißchen Frieden · 
1983: Si la vie est cadeau · 
1984: Diggi-loo diggi-ley · 
1985: La det swinge · 
1986: J'aime la vie · 
1987: Hold me now · 
1988: Ne partez pas sans moi · 
1989: Rock me · 
1990: Insieme: 1992 · 
1991: Fångad av en stormvind · 
1992: Why me? · 
1993: In your eyes · 
1994: Rock 'n' roll kids · 
1995: Nocturne · 
1996: The voice · 
1997: Love shine a light · 
1998: Diva · 
1999: Take me to your heaven · 
2000: Fly on the wings of love · 
2001: Everybody · 
2002: I wanna · 
2003: Everyway that I can · 
2004: Wild dances · 
2005: My number one · 
2006: Hard rock hallelujah · 
2007: Molitva · 
2008: Believe · 
2009: Fairytale · 
2010: Satellite · 
2011: Running scared · 
2012: Euphoria · 
2013: Only teardrops · 
2014: Rise like a phoenix · 
2015: Heroes · 
2016: 1944 · 
2017: Amar pelos dois · 
2018: Toy · 
2019: Arcade · 
2021: Zitti e buoni · 
2022: Stefania · 
2023: Tattoo · 
2024: The code